# Rollback
Rollback – technologia stosowana w bazach danych do przywracania struktury bazy danych do stanu sprzed określonego przedziału czasowego. Jest ona przydatna w wypadkach np. uszkodzenia struktury bazy danych lub przypadkowego usunięcia istotnego znacznika. Działanie tej technologii polega na nadpisaniu zawartości danej bazy danych obrazem kopii zapasowej zapisanym na dysku twardym komputera, z którego jest przeprowadzana operacja rollbacku bazy danych.
Przykładem może być przywracanie artykułów w Wikipedii po dokonaniu zmasowanych aktów wandalizmu.